# Тамуж, Витаут Петрович
Витаут Петрович Тамуж (латыш. Vitauts Tamužs; 2 декабря 1935 года, Рига — 2 ноября 2019 года, Рига) — советский и латвийский учёный в области механики. Лауреат Государственной премии СССР (1985). Академик АН Латвии (1992).

## Биография
Окончил механико-математический факультет Московского университета (1959), ученик Г. Шапиро. Кандидат физико-математических наук (1963).
С 1964 года работал в Институте механики полимеров в Риге, заведующий лабораторией, с 1975 по 1986 — заместитель директора.
Преподавал в Рижском политехническом институте (1963—1967) и Латвийском университете (с 1967 года, с 1975 — профессор)
Доктор физико-математических наук (1973)
Член Российского национального комитета по теоретической и прикладной механике
Главный редактор журнала «Меxаника композитныx матеpиалов» («Mechanics of Composite Materials»)

## Награды
Государственная премия СССР (1985, в коллективе Н. С. Бахвалов, Б. Е. Победря, В. Б. Болотин, А. Н. Гузь, А. А. Дудченко, Е. П. Ершов, А. Б. Миткевич, С. Н. Шевченко, В. П. Тамуж, А. К. Малмейстер, Ю. М. Тарнопольский, Г. А. Тетерс за цикл работ по созданию методов расчёта конструкций из композиционных материалов).